# Marcus Livius Salinator
Marcus Livius Salinator war ein römischer Senator und Militär im 3. Jahrhundert v. Chr.
Im Jahr 219 v. Chr. war er zusammen mit Lucius Aemilius Paullus Konsul und kämpfte mit seinem Kollegen gegen die Illyrier. Beide erhielten für ihre Erfolge einen Triumph, doch Livius wurde anschließend wegen angeblicher Unterschlagung von Beute verurteilt. Er zog sich einige Jahre aus Rom zurück und kehrte erst während des Zweiten Punischen Krieges zurück.
In seinem zweiten Konsulat im Jahr 207 v. Chr. besiegte er zusammen mit seinem Amtskollegen Gaius Claudius Nero die anrückenden Truppen von Hasdrubal in der Schlacht am Metaurus. Im selben Jahr wurde Livius auch Diktator zur Abhaltung von Wahlen. In den folgenden Jahren war er als Prokonsul in Etrurien und Oberitalien tätig, bevor er 204 v. Chr., wiederum zusammen mit Claudius Nero, zum Zensor gewählt wurde.
Möglicherweise stand Salinator in jüngeren Jahren dem Kollegium von Decemviri vor, das die dritten römischen Säkularfeiern (genaue Datierung unklar, 249 v. Chr. oder eher 236 v. Chr.) abhielt.